# Campionati mondiali di sollevamento pesi 2024 - 96 kg maschile
Le gare di sollevamento pesi della categoria fino a 96 kg maschile — pesi mediomassimi — dei campionati mondiali del 2024 si sono svolte il 12 dicembre 2024 a Manama presso il Weightlifting Marquee Venue.

## Programma
L'orario indicato corrisponde a quello bahreinita (UTC+03:00)
| Data             | Orario | Evento   |
| ---------------- | ------ | -------- |
| 12 dicembre 2024 | 11:00  | Gruppo C |
| 12 dicembre 2024 | 13:00  | Gruppo B |
| 12 dicembre 2024 | 17:30  | Gruppo A |

## Medagliati
Per ciascun esercizio, i primi tre classificati sono i seguenti:
| Esercizio | Oro                | Oro    | Argento            | Argento | Bronzo        | Bronzo |
| --------- | ------------------ | ------ | ------------------ | ------- | ------------- | ------ |
| Strappo   | Revaz Davitadze    | 177 kg | Alireza Moeini     | 176 kg  | Qian Feixiang | 175 kg |
| Slancio   | Won Jong-beom      | 214 kg | Nurgissa Adiletuly | 214 kg  | Ali Alipour   | 214 kg |
| Totale    | Nurgissa Adiletuly | 388 kg | Revaz Davitadze    | 387 kg  | Ali Alipour   | 387 kg |

## Record
Prima di questa competizione, i record mondiali esistenti erano i seguenti:
| Record mondiale | Strappo | Lesman Paredes | 187 kg | Tashkent, Uzbekistan  | 14 dicembre 2021 |
| Record mondiale | Slancio | Tian Tao       | 231 kg | Tokyo, Giappone       | 7 luglio 2019    |
| Record mondiale | Totale  | Sohrab Moradi  | 416 kg | Aşgabat, Turkmenistan | 7 novembre 2018  |

## Risultati
| Pos. | Atleta                    | Gr. | Peso atleta | Strappo (kg) | Strappo (kg) | Strappo (kg) | Strappo (kg) | Slancio (kg) | Slancio (kg) | Slancio (kg) | Slancio (kg) | Totale   |
| Pos. | Atleta                    | Gr. | Peso atleta | 1            | 2            | 3            | Pos.         | 1            | 2            | 3            | Pos.         | Totale   |
| ---- | ------------------------- | --- | ----------- | ------------ | ------------ | ------------ | ------------ | ------------ | ------------ | ------------ | ------------ | -------- |
|      | Nurgissa Adiletuly (KAZ)  | A   | 96.00       | 170          | 174          | 177          | 4            | 206          | 212          | 214          |              | 388      |
|      | Revaz Davitadze (GEO)     | A   | 95.82       | 171          | 175          | 177          |              | 200          | 206          | 210          | 6            | 387      |
|      | Ali Alipour (IRI)         | A   | 93.84       | 168          | 173          | 173          | 5            | 205          | 214          | 214          |              | 387      |
| 4    | Qian Feixiang (CHN)       | B   | 94.16       | 168          | 170          | 175          |              | 200          | 206          | 210          | 5            | 385      |
| 5    | Sarat Sumpradit (THA)     | A   | 95.74       | 168          | 172          | 176          | 7            | 200          | 207          | 212          | 4            | 384      |
| 6    | Won Jong-beom (KOR)       | A   | 96.00       | 167          | 173          | 173          | 10           | 211          | 214          | 222          |              | 381      |
| 7    | Alireza Moeini (IRI)      | A   | 94.88       | 176          | 179          | 179          |              | 193          | 193          | 202          | 10           | 378      |
| 8    | Mahmoud Hassan (EGY)      | A   | 94.82       | 166          | 171          | 173          | 8            | 203          | 203          | 203          | 9            | 374      |
| 9    | Masashi Nishikawa (JPN)   | B   | 95.48       | 165          | 170          | 172          | 6            | 192          | 200          | 204          | 13           | 372      |
| 10   | Ramiro Mora Romero (WRT)  | B   | 96.00       | 161          | 166          | 171          | 11           | 203          | 207          | 207          | 7            | 369      |
| 11   | Óscar Garcés (COL)        | B   | 96.00       | 162          | 162          | 165          | 13           | 203          | 203          | 208          | 8            | 365      |
| 12   | Yeimar Mendoza (COL)      | B   | 95.94       | 160          | 160          | 160          | 17           | 190          | 195          | 201          | 11           | 361      |
| 13   | Irakli Gobejishvili (GEO) | B   | 95.30       | 163          | 167          | 167          | 9            | 190          | 196          | 198          | 19           | 357      |
| 14   | Anton Serdiukov (UKR)     | B   | 95.90       | 158          | 158          | 159          | 18           | 189          | 193          | 198          | 14           | 357      |
| 15   | Artūrs Vasiļonoks (LAT)   | C   | 94.00       | 152          | 156          | 160          | 19           | 188          | 195          | 200          | 12           | 356      |
| 16   | Ali Al-Othman (KSA)       | C   | 95.60       | 150          | 155          | 159          | 22           | 187          | 193          | 197          | 15           | 352      |
| 17   | Maksym Dombrovskyi (UKR)  | B   | 93.36       | 155          | 159          | 162          | 14           | 190          | 195          | —            | 20           | 352      |
| 18   | Kirill Staroverkin (KAZ)  | B   | 95.62       | 155          | 160          | 163          | 16           | 185          | 189          | 192          | 18           | 352      |
| 19   | Jonathan Ramos (MEX)      | C   | 94.94       | 150          | 155          | 158          | 21           | 190          | 195          | 200          | 16           | 350      |
| 20   | Patryk Sawulski (POL)     | B   | 93.78       | 152          | 156          | 160          | 20           | 188          | 188          | 194          | 22           | 344      |
| 21   | José López (MEX)          | C   | 96.00       | 145          | 150          | 155          | 23           | 193          | 201          | 201          | 17           | 343      |
| 22   | Resul Rejepow (TKM)       | C   | 95.00       | 155          | 160          | 163          | 15           | 178          | 180          | 185          | 24           | 340      |
| 23   | Yannick Tschan (SUI)      | C   | 95.66       | 149          | 152          | 152          | 24           | 179          | 184          | 188          | 21           | 337      |
| 24   | Karol Samko (SVK)         | C   | 96.00       | 135          | 140          | 143          | 25           | 180          | 189          | 189          | 23           | 323      |
| —    | Davit Hovhannisyan (ARM)  | A   | 93.96       | 163          | 167          | 167          | 12           | 202          | 202          | —            | —            | —        |
| —    | Hakob Mkrtchyan (ARM)     | A   | 96.00       | —            | —            | —            | —            | —            | —            | —            | —            | —        |
| —    | Adam (SUD)                | C   | ritirato    | ritirato     | ritirato     | ritirato     | ritirato     | ritirato     | ritirato     | ritirato     | ritirato     | ritirato |